# Cembalaro
Il cembalaro è un artigiano specializzato nella produzione e manutenzione dei clavicembali e di molte parti utilizzati nella loro costruzione. Secondo l'importanza della manutenzione, si parla di pulitura o restauro.

## Descrizione
La professione del cembalaro, vista la tipologia degli strumenti musicali e la varietà delle componenti, richiede padronanza di varie discipline, tra cui: carpenteria, meccanica, lavorazione e fornitura dei metalli, pelli e materie plastiche, e non solo; ma anche una conoscenza musicale e acustica.
Il mestiere è elencato tra le competenze artigianali d'arte; uno di questi artigiani e l'armonista che, nello stesso negozio in cui si trovano i clavicembali, li regola in funzione dell'acustica del negozio.